# فرشته‌ماهی نواری
فرشته‌ماهی نواری (نام علمی: Apolemichthys arcuatus) نام یک گونه از سرده فرشته‌ماهیان دودی است.